# Svodna
Svodna (szerbül: Сводна), falu Bosznia-Hercegovinában, Bosanska krajina területén, Novi Grad községben, a Szerb Köztársaságban. 

## Fekvése
Bosznia-Hercegovina nyugati részén, Banja Lukától légvonalban 58, közúton 70 km-re északnyugatra, községközpontjától légvonalban 12, közúton 13 km-re keletre, a Szana-folyó északi partján, a Svodna-patak torkolatánál, és a tőle északra fekvő dombvidéken, 130 – 360 méteres tengerszint feletti magasságban fekszik. Több, kis településből áll. Áthalad rajta a Novi Grad – Banja Luka főútvonal és a vasútvonal.
Svodna falu sok forrásáról is nevezetes. A falu keleti oldalán Surlana falucska lábánál egy forrás található. A helyiek ezt a vizet „büdös víznek” hívják, mert elviselhetetlen szaga és sárga színe van. Valószínűleg ez a víz áthalad néhány olyan ásványon, ami különleges szagot, ízt és színt ad neki. A Bijelo vrelo a Reljica falucska alatti forrás neve, amelyet a rómaiak gyógyvízként használtak, amikor a forrás közelében éltek. Ma a falu sok lakosát látják el ezzel a vízzel. Janjetovica falucska felső részén található a „Jasen vode” forrása, a Spanovac-erdő lábánál pedig a „Svetinja” nevű forrás található. Ezt a forrást kőlapok borítják. Egykor ebből a forrásból látták el vízzel a törököket, akik ezt a forrást is magukénak tartották, ezért ebből a forrásból nem hordhatott mindenki vizet. Ezt a forrást ma is használják, a török korból csak kőlapok maradtak. Tramosljani falucska felett található a Cicinovac vagy Cicinovac forrás, Tramosljan és Garac között pedig a "Kamenica" forrás. Tramosljan közelében található a Dunja nevű forrás. Érdekes, hogy aki ezt a vizet issza, valami édességet érez, mintha cukorral édesítették volna. Janjetovica-Remica falucska mellett, a Milinovo Dol lábánál található a „Stubal” nevű forrás. Ez a forrás sok családot lát el vízzel, és a helyiek nem emlékeznek arra, hogy valaha is kiszáradt volna. Gornji Janjetovice falucska alatt sós vízforrás található. Ez a víz jól szolgált a háború idején, amikor gyakran hiányzott a só. Ebben a sós vízben különféle ételeket főztek, és Blagajt is ezzel a vízzel látták el. A településen sok kisebb-nagyobb forrás és forrás található, többnyire mindegyik ivóvíz, a lakosság nagy becsben tartja ezeket a vizeket, ügyel arra, hogy ne szennyeződjenek. A faluban található patakoknak is saját neveik vannak: Dabrnovac, Pljuskaca, Jesica-patak, Prezid-patak, Peretovac, Rasak és mások. Ami a dombokat és magaslatokat illeti, ezeknek is saját nevük van: Agino polje, Brezici, Greda, Kolarevac, Smrekavac, Posta, Skakavac, Lipa, Osredak, Spanovac, Nebesic, Glavica, Magarac, Medjed, Devin jarak, Canak, Sicarev Gaj, Koca, Krmeca njiva, Cukur, Tablja, Haj.

## Népessége
| Nemzetiségi csoport | Népesség 1991 | Népesség 2013 |
| ------------------- | ------------- | ------------- |
| Szerb               | 1224          | 1038          |
| Bosnyák             | 9             | 0             |
| Horvát              | 5             | 9             |
| Jugoszláv           | 15            | 0             |
| Egyéb               | 17            | 5             |
| Összesen            | 1270          | 1052          |

## Története
Régészeti leletek tanúskodnak arról, hogy a falu egyes részei már az őskorban is lakottak voltak. A legősibb maradványok kétségkívül a Pejića gradinán találhatók, mely lelőhelyet a szakemberek az i. e. 3000–2200 között, a kőrézkorban virágzott vučedoli kultúrához kötik. Nála fiatalabb volt a Lončanik lelőhely bronzkori erődítménye, melynek jól látható felszíni maradványai is vannak.
A falu északnyugati részén jellegzetes, erdővel benőtt magaslat található, a Vis, a déli oldalon kicsit lejjebb pedig a Gradina magasodik. Hogy ezen a magaslaton erőd állt, azt a falmaradványok és a Vis körüli mély csatorna bizonyítja, amely az egész erőd megerősítését és védelmét szolgálta. Az idősebb helyiek emlékeznek ennek a középkori erődítménynek a romjaira, amelynek köveit még ők is vitték és pincék építésére, házalapozásra és utak kitöltésére használták. A maradványok arról tanúskodnak, hogy a blagaji Babonić grófok kisebb erődítménye állt itt, akiknek a szomszédos falu területén, a Kula-hegyen Novi Grad felett volt a központi erődje, Blagaj vára. Svodne falu keleti részén, Janjetovica falunál található egy kisebb, tojás alakú magaslat, a Gradinica. Ezen a helyen erődítmény maradványai nincsenek, de van egy legenda és egy történet, miszerint egy kisebb erődítmény is volt ott, ami hihető, mert kicsit keletebbre ott vannak a buja növényzettel benőtt maradványok, egy templom alapjai, ezért ezt a helyet Crkvinának is nevezik. Ezen helyek egyikét sem tárták vagy vizsgálták meg régészetileg.
A mai Svodna területe a tizenkilencedik század közepén kezdett benépesülni, amikor ezen a területen, a Szana partja mentén elkezdték fektetni a vasút első métereit. A falun 1868-ban áthaladó új utat dalmáciai és likai szerbek építették. Sokan beleszerettek Potkozar ezen részének szelídségébe, és örökre ott maradtak. Svodna első temploma a törökök idején épült. Kettőt kicsit később emeltek. Mindhárom faépület volt. A törökök azt követelték, hogy olyan helyre építsék őket, ahol senki sem látja, és ne használjanak szöget az építkezéshez. Annak ellenére, hogy minden feltétel teljesült, az oszmánokat zavarták ezen kegyhelyek, és azonnal felgyújtották őket. Helyükön új, rozsszalmával borított templomok épültek. Amikor a törökök megkérdezték tőlük, hogy miért borították be a templomot szalmával, azt válaszolták, hogy azért csinálták, hogy felgyújtáskor kisebb legyen a kár.
A település 1878-ig tartozott az Oszmán Birodalomhoz, ekkor a berlini kongresszus határozata alapján az Osztrák-Magyar Monarchia része lett. 1910-ben a Novi járásba tartozó községben 187 háztartást, 1187 ortodox szerb, 8 muszlim és 43 katolikus horvát lakost találtak.
A monarchia szétesésével 1918-ben előbb a Szerb-Horvát-Szlovén Királyság, majd 1929-től a Jugoszláv Királyság része. 1921-ben Svodna községnek 184 háztartása és 1290 lakosa volt. Jugoszlávia megszállása után a falu a Független Horvát Állam (NDH) része lett. 1945-től a település a szocialista Jugoszlávia része volt. A Bosznia-Hercegovinában zajló polgárháború idején a település a Boszniai Szerb Köztársaság része volt. 1995. augusztus 7-én a horvát légierő gépei Svodnánál lőtték a likai és korduni szerb menekülők oszlopát, ahol hét menekülő vesztette életét. A daytoni békeszerződést követő területfelosztásnál a település, Novi Grad község részeként a Szerb Köztársaság területéhez került.

## Gazdaság
A település lakosságából mintegy 150 embert foglalkoztatnak a községben működő cégek. Az emberek mezőgazdasággal is foglalkoznak. Mindez elősegíti régió fejlődését is. Ezért mondják, hogy ez a falu Potkozarje egyik legígéretesebb faluja. Biztató, hogy nincs észrevehető népességelvándorlás. A magas foglalkoztatottság garantálja a fennmaradást és a túlélést ebben a régióban.

## Oktatás
A településen a „Dragan Vujanović” Általános Iskola és óvoda is működik.

## Sport
Az FK Svodna labdarúgócsapata a 4. osztályban szerepel.

## Nevezetességei
- Crkvina – középkori templom maradványai. A romok a Kantari-patak feletti alacsony dombháton 18 méter hosszúságban találhatók, körülötte középkori temető maradványai láthatók, melynek sírköveit szanaszét hordták. Korát a 14-15. századra teszik.[5]

- Crkvina-Krčevine – középkori templom maradványai a Gradina nevű magaslat alatt, a Janjića jarak nevű patak medre felett. A 15x9 méteres területen felvő romokat nagyrészt benőtte az erdő. Korát a 14-15. századra teszik.[5]

- Gradina – középkori vár maradványai a környezetésből dominánsan kiemelkedő magaslaton. A dombtetőn falmaradványaok, várárok és magas védősánc maradványai találhatók.[5]

- Lončanik – őskori erődítmény maradványai, melyek egy, mintegy 50 méteres átmérőjű, dél-délkeleti irányban lejtő, ovális platón találhatók. A legmagasabban fekvő, nyugati része kopár és sziklás. A várhoz csak az északi oldalról vezetett út, ahol az erődítések, az árok és a sánc maradványai is jól láthatók. Korát a bronzkorra és a vaskorra teszik.[5]

- Pejića gradina – őskori erődítmény maradványai, melynek kultúrrétege időközben elpusztult. Az építményt a kőrézkori vučedoli kultúrával hozzák kapcsolatba, de a vaskorban is használták.[5]